# سارا لیوی
سارا لیوی (انگلیسی: Sarah Levy؛ زادهٔ ۲۷ دسامبر ۱۹۹۵) بازیکن زن راگبی ۷ نفره اهل ایالات متحده آمریکا است.
وی در مسابقات کشوری و بین‌المللی در مجموع برندهٔ ۱ مدال برنز شده است.